# Список персонажей Red Dead Redemption 2
Видеоигра Red Dead Redemption 2, оформленная в духе вестерна, была выпущена 26 октября 2018 года для консолей PlayStation 4 и Xbox One и 5 ноября 2019 года на Windows. Является приквелом к игре Red Dead Redemption (2010), а также третьей игрой в серии Red Dead.
Данная статья представляет собой список персонажей вселенной видеоигры Red Dead Redemption 2 от компании Rockstar Games.

## Создание и концепция
Сеансы записи Red Dead Redemption 2 начались в 2013 году и длились в общей сложности 2200 дней. В разработке игры участвовало 1200 актёров, 700 из которых помимо захвата движения имели и диалоги для их героев. В ходе захвата движения Rockstar Games также использовали лицевые камеры для записи лицевых реакций актёров для последующей анимации персонажей. Площадки захвата движения были, как правило, точны к размерам окружения в игре, что может быть продемонстрировано в формате предварительной визуализации. Скрытая натура производства у Rockstar означала, что актёры и режиссёр не были уверены в будущем персонажей в ходе производства; сценаристы продолжали работать над сценарием, в то время как актёры снимали свои сцены по сегментам.
Rockstar хотел разнообразный состав персонажей в банде «Ван дер Линде». Старший креативный сценарист Майкл Ансворт отметил, что ансамбль был выгоден при написании повествования, поскольку он помог создать историю и добавил сложности в игру. Сценаристы уделили особое внимание отдельным историям за каждым персонажем, исследуя их жизнь до банды и их причины оставаться с группой. Ансворт чувствовал, что банда — это «семья», которая оказывает «чувство принадлежности и цели», и анализ каждой истории с отношениями каждого персонажа с Артуром были важны для повествования. Несколько персонажей были вырезаны из игры во время разработки, так как разработчики не смогли разобраться в их личности. Некоторые линии диалога из первой игры, где Датч описывается как справедливый лидер, позволили команде создать разнообразную группу персонажей в банде. Разработчики часто позволяли актёрам снимать сцены в своём собственном направлении, чтобы развивать персонажей по-новому. Актёры иногда импровизировали некоторые дополнительные линии, но по большей степени придерживались сценария.
Команда решила, что игрок будет играть за одного персонажа, а не за нескольких, как в предыдущей игре от Rockstar — Grand Theft Auto V. Это было сделано для того, чтобы следить за персонажем более лично и понимать, как события влияют на него, а также из-за того, что разработчики чувствовали, что один персонаж чувствовал себя более подходящим для повествовательной структуры вестерна. Роб Нельсон чувствовал, что решение ограничить одного главного героя формировало другие творческие решения разработки. Ансворт отметил, что Артур не контролируется рассказчиками или игроком, но состоит из «тонкого толчка и тяги между ними». Команда попыталась дать игроку больше свободы в отношениях Артура с другими персонажами; когда начинается повествование, Артур уже сформировал отношения с другими членами банды, поэтому команда стремилась развивать их таким образом, чтобы игрок мог реагировать соответствующим образом.

## Банда «Ван дер Линде»

### Датч Ван дер Линде

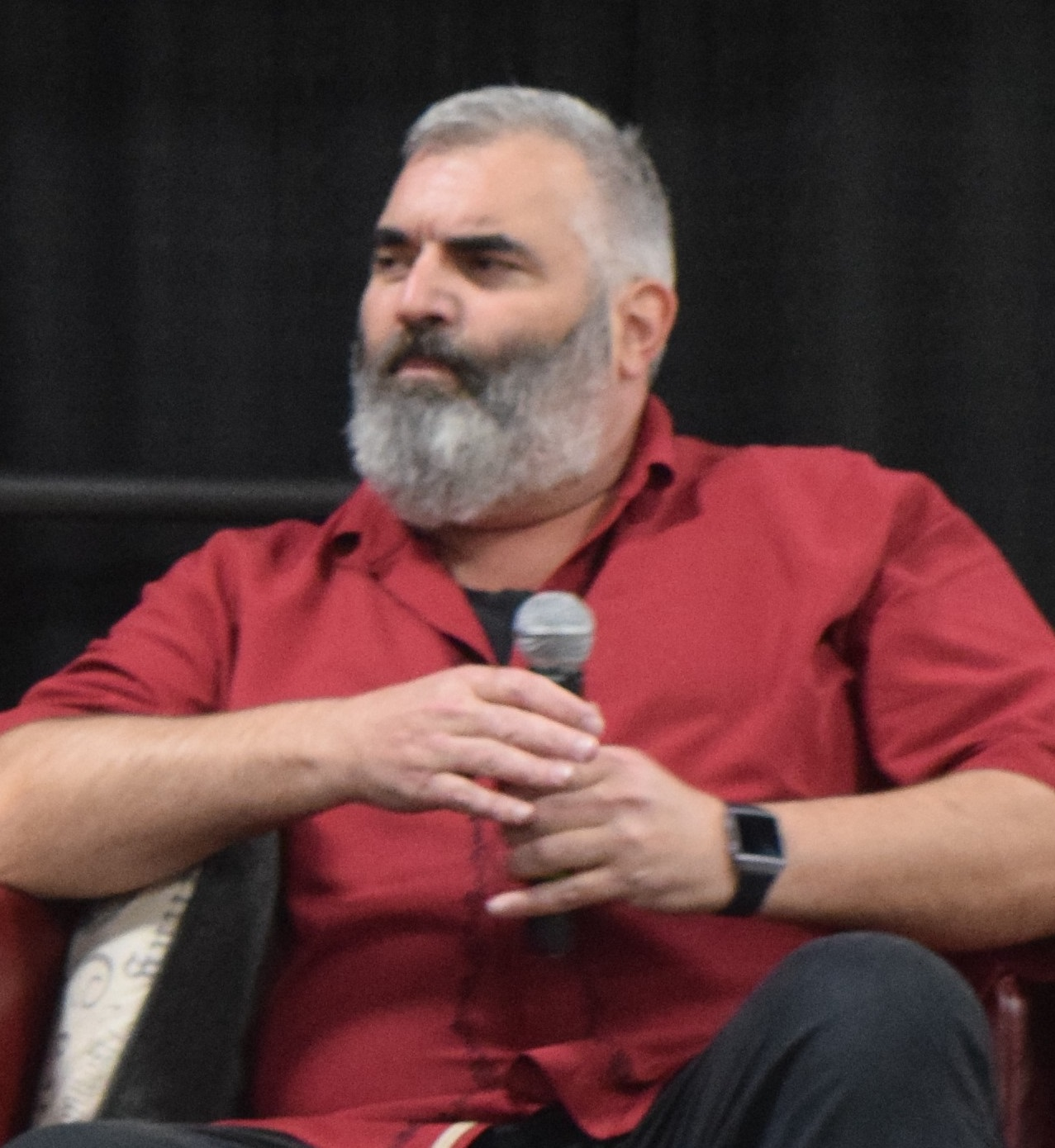
Бенджамин Байрон Дэвис, играющий Датча в серии Red Dead Redemption

Датч Ван дер Линде (англ. Dutch van der Linde) — лидер банды. Датч был кочевником и идеалистом, полагая, что банда может изменить мир с помощью анархии. Он превратил себя в фигуру Робин Гуда, забирая деньги у тех, у кого было больше, чем они могли когда-либо нуждаться, и отдавая их тем, у кого было очень мало и действительно им было нужно. Его романтический образ и харизма вдохновили его банду поверить в свое видение «дикой утопии». К 1899 году Датч неохотно начал осознавать, что дорогой ему образ жизни быстро становится нереальным, из-за необратимого прогресса.
В начале игры после катастрофического ограбления в Блэкуотере, в ходе которого Датч убил беззащитную женщину Хейди Маккорт, банда вынуждена двинуться на север в горы Гризли, что в Амбарино. Находясь там, Датч с бандой грабит поезд, принадлежащий нефтяному магнату Левиту Корнуоллу, после чего, когда погода налаживается, они переезжают на восток на нагорье Подкова. Через какое-то время Датч, Артур, Джон и Штраус в Валентайне сталкиваются с самим Корнуоллом и его приспешниками, которые открывают по ним огонь. Банде удаётся отразить нападение и сбежать из города, после чего они переезжают на юг в соседний штат Лемойн.
Находясь в Лемойне, Датч заводит дружбу с Ли Греем, шерифом Роудса, и становится с Артуром и Биллом его помощником. Анализируя ситуацию вражды Греев с Брейтуэйтами, Датч пытается стравить семьи друг с другом, но вскоре его план раскрывается, в результате чего Греи устраивают засаду в Роудсе, в которой погибает член банды Шон Макгуайр, а Брейтуэйты похищают Джека Марстона, сына Джона. После нападения на поместье Брейтуэйтов банда узнаёт, что Джек находится у главы преступного мира Сен-Дени — Анджело Бронте. Бронте с радостью принимает в своём имении Датча, Артура и Джона и за выполненную услугу возвращает Джека, попутно давая банде наводку об ограблении трамвайной станции, которая заканчивается лишь преследованием законников. В ответ на это Датч решает отомстить и вместе с Артуром, Джоном, Биллом и Ленни похищает Бронте, после чего Датч топит его и скармливает аллигатору. Разобравшись с Бронте, банда едет грабить банк Сен-Дени, после чего планирует покинуть страну. Однако во время ограбления банду окружают Пинкертоны, в ходе чего Хозию с Ленни убивают, а Джона арестовывают. После Датч, Артур, Билл, Хавьер и Мика сбегают из города на корабле, направляющемся на Кубу, который вскоре попадает в шторм, а банду выбрасывает на остров Гуарма. Там Датч с бандой помогает местному революционному лидеру Эркюлю Фонтену в борьбе против владельцев плантаций в обмен на корабль обратно в США.
Воссоединившись с бандой, Датч начинает становиться параноиком, отказываясь спасти Джона из тюрьмы, считая его предателем. После того, как Артур и Сэди спасают его, Датч приходит в ярость за неподчинение. Позже он противостоит Корнуоллу, убивая его, посещает повешение своего соперника Кольма О’Дрисколла и помогает индейцам Вапити бороться против армии, дабы отвлечь правительство от банды. После того, как большая часть банды уходит, Датч организует ограбление поезда, перевозящего армейскую зарплату, в ходе которого оставляет Джона Марстона умирать, а после по рекомендации Мики отказывается спасать Эбигейл. Немного позже Датч сталкивается с Артуром, который обвиняет Мику в предательстве, после чего встаёт против Артура и недавно прибывшего Джона. Датч вмешивается в борьбу между Артуром и Микой, в ходе чего Артур убеждает его бросить Мику, что он и делает.
В 1907 году Датч вновь встречается с Микой, когда Джон, Сэди и Чарльз нападают на банду Мики. В ходе противостояния Датч делает выбор и стреляет в Мику, позволяя Джону добить его, после чего молча уходит.
Во время событий Red Dead Redemption в 1911 году Джон выслеживает Датча, который вскоре совершает самоубийство, спрыгнув с горы.
Роль Датча исполняет Бенджамин Байрон Дэвис. Когда Дэвиса попросили повторить роль Датча, он не был уверен в значимости роли до начала производства; он впервые услышал о повторе роли в середине 2013 года и получил около первых 100 страниц сценария. Поскольку Дэвис намного выше Датча, аниматоры вынуждены были отрегулировать высоту от захвата движения, чтобы соответствовать персонажу. Брент Верзнер выступал в качестве дублёра Дэвиса в плане захвата движения для некоторых сцен. Дэвис изображал Датча «в расцвете сил» — как обаятельного, уверенного в себе человека. Бен называл Датча мечтателем. Он чувствовал, что рай мечты Датча будет на нагорье Подкова (в ходе второй главы игры), где он постоянно смотрел в будущее. Дэвис чувствовал, что Датч был мотивирован «благородным побуждением», веря в большее благо; он описал персонажа как «принципиального человека», но чувствовал, что он начал превращаться в злодея, особенно при столкновении с персонажами, которые были влиятельными личностями в своих областях, такими как Кэтрин Брейтуэйт и Анджело Бронте.

### Артур Морган

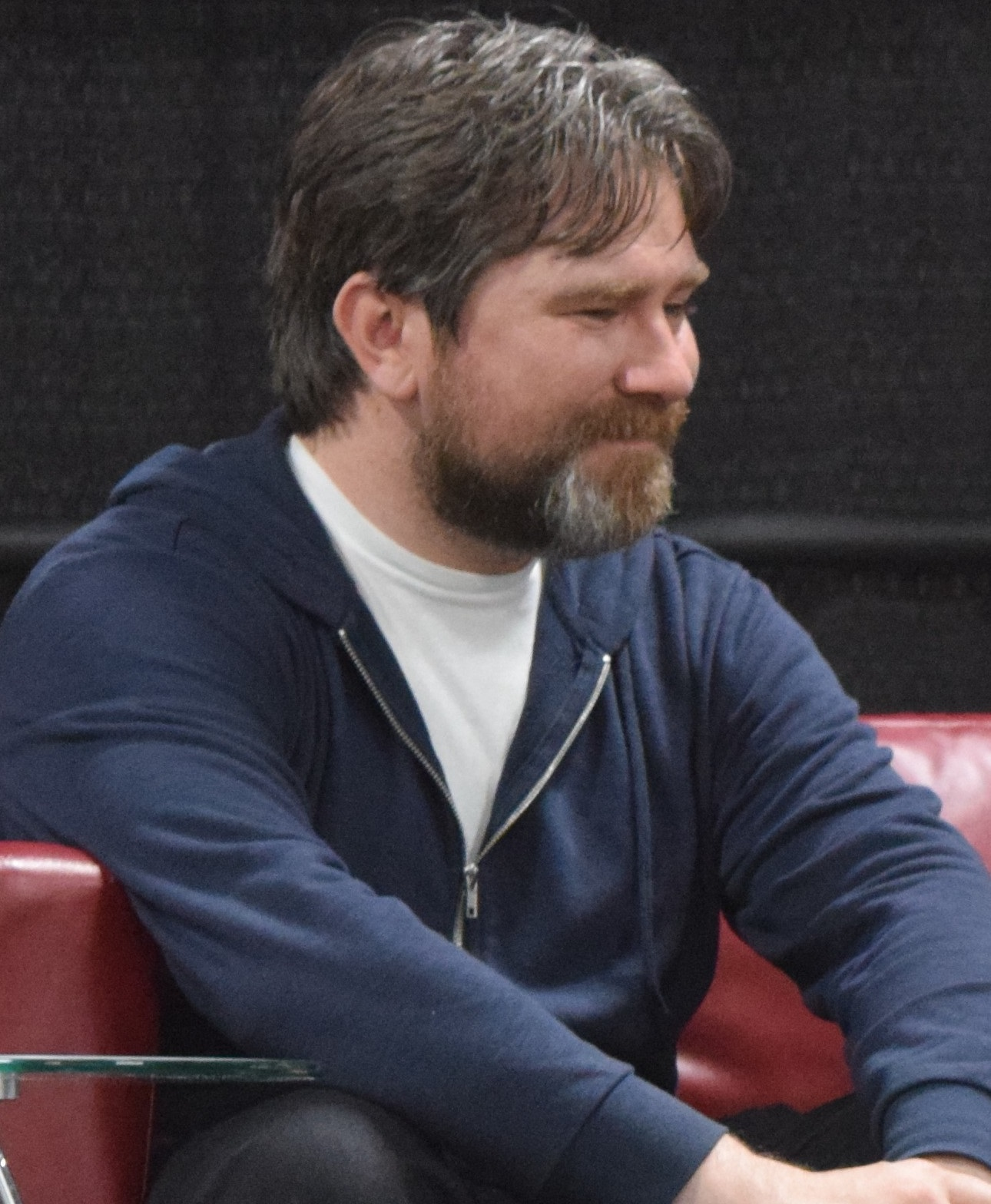
Роджер Кларк, исполняющий роль Артура

Артур Морган (англ. Arthur Morgan) — главный герой игры, лейтенант банды. Его мать умерла, когда Артур был совсем маленьким, а отца вскоре арестовали и убили на глазах Моргана. В возрасте около 14 лет Артур был взят на попечение Датчем Ван дер Линде и Хозией Мэттьюзом. Рассматривая Датча как приёмного отца, Артур проникся видением Датча жизни, свободной от цивилизации и верховенства закона. Также Артур имел сына по имени Айзек от молодой официантки Элизы, которых Артур часто навещал, но вскоре они были убиты грабителями за небольшую сумму денег.
В ходе побега из Блэкуотера в горы Гризли, Артур помогает найти припасы и позже с Хавьером находит Джона. Он помогает банде ограбить поезд, принадлежащий Левиту Корнуоллу. После перестрелки с людьми Корнуолла в Валентайне, Артур с бандой покидает Нью-Ганновер и переезжает в соседний штат Лемойн, где Артур оказывается вовлечённым в конфликт между двумя враждующими семьями — Греями и Брейтуэйтами. Банда пытается стравить семьи, но их двуличие раскрывают, что приводит к гибели Шона и поимке Джека. Артур, Датч и Джон возвращают Джека из-под курирования Анджело Бронте, главы преступного мира Сен-Дени, а после помогает банде похитить Бронте за западню на трамвайной станции, попутно замечая проявление яростной вспышки у Датча. Позже в ходе катастрофического ограбления банка в Сен-Дени Артур с Датчем, Биллом, Хавьером и Майкой покидает Америку, скрывшись на корабле. Однако они терпят кораблекрушение, выбрасывая их на остров Гуарма. Там Артур с бандой помогает местному революционному лидеру Эркюлю Фонтену в борьбе против владельцев плантаций в обмен на корабль обратно в США.
Воссоединившись с остальной частью банды, Артур и Сэди решают спасти захваченного Джона, что лишь злит Датча. После спасения Джона Артур показывает свои растущие сомнения в Датче. Попутно Артур узнаёт, что он болен туберкулёзом, заразившись им от Томаса Даунса, у которого выбивал долги по заданию Штрауса. Потрясённый этим Артур обдумывает свои решения и размышляет о своей морали. У него появляется желание защитить остатки банды, особенно Джона и его семью.
Когда Датч игнорирует просьбу Артура спасти Эбигейл от рук агента Милтона, Артур отрекается от банды. Столкнувшись с Милтоном, Артур выясняет, что Мика Белл — предатель банды. После убийства Милтона и отбытия Эбигейл и Сэди, он возвращается к Датчу, чтобы сообщить ему о предательстве Мики, но Датч встаёт против Артура и недавно вернувшегося Джона. Когда Пинкертоны вторгаются в лагерь, Артур и Джон сбегают, в ходе чего Артур умоляет Джона вернуться к своей семье, что он неохотно делает. Вскоре Артур попадает в засаду Мики, но Датч вмешивается в их драку. Артур убеждает Датча бросить Мику и уйти, на что он решается. Если игрок имеет высокую честь, Артур поддастся травмам и болезни и мирно умрёт на фоне рассвета; если игрок имеет низкую честь, Мика убьёт его.
Роль Артура исполняет Роджер Кларк. Для игры за Артура Кларк взял вдохновение от актёра Тосиро Мифунэ. Он заметил, что персонажи Мифунэ имели «сумасшедшее» чувство юмора и сложность, которую он хотел показать в Артуре. Кларк также вдохновился фильмом «Предложение», так как оно включало аналогичную ситуацию с Артуром, в которой он вынужден предать некоторых союзников. Кларк хотел изобразить персонажа, который был достаточно сложным для игрока, чтобы выбрать свой путь и всё ещё иметь смысл. Сначала он столкнулся с трудностями в этой концепции, поскольку высокая честь отличалась от низкой чести, но он напомнил себе, что Артур был сложным персонажем, который мог легко противоречить себе. Также Кларк опирался на исполнение Роба Витхоффа как Джона в первой игре. Изначально у Артура должно было быть несколько любовных интересов, но второй был вырезан из игры в ходе разработки. В 2018 году Кларк выиграл премию «The Game Awards» в номинации «Лучшая актёрская игра». Персонаж Артур Морган и по сей день остается одним из лучших персонажей в истории игр.

### Джон Марстон

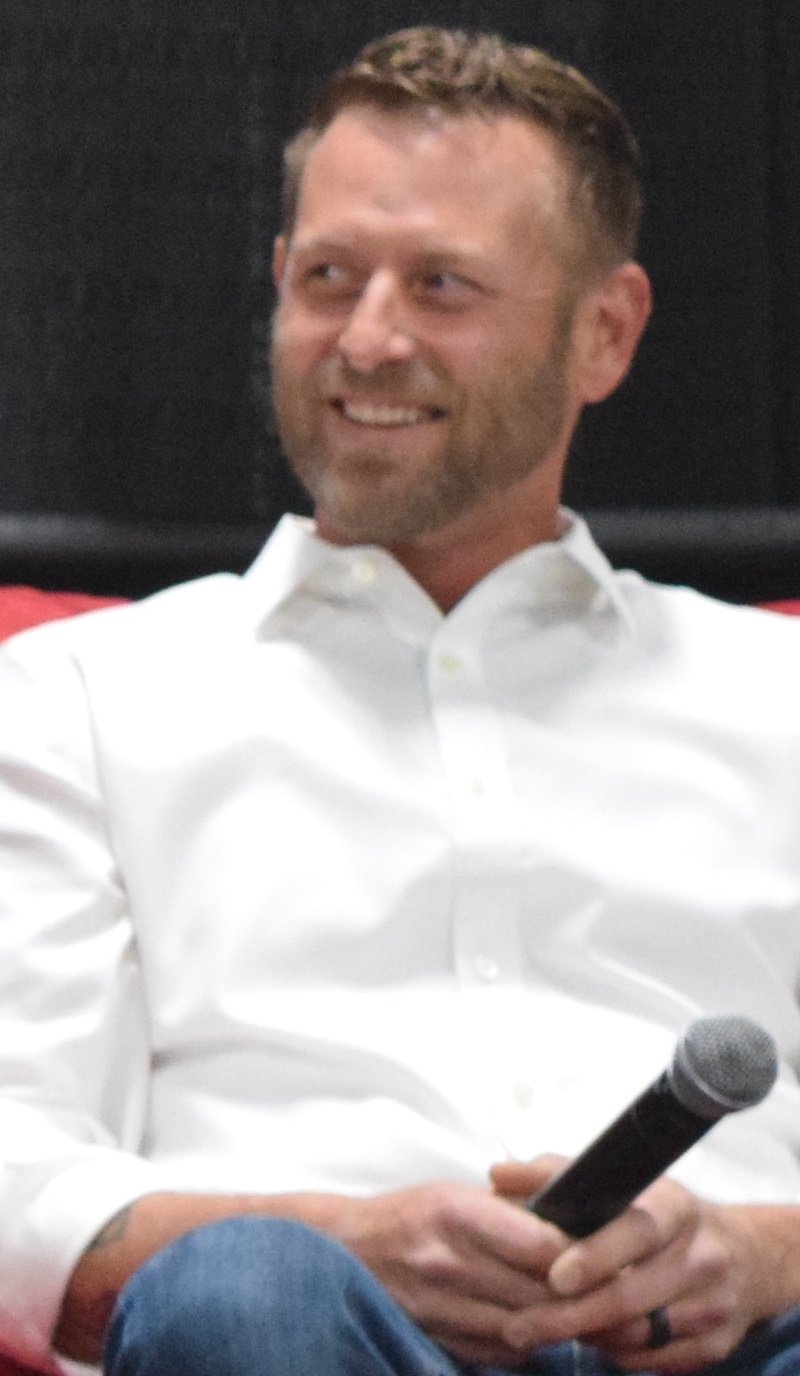
Роб Витхофф, играющий Джона в серии Red Dead Redemption

Джон Марстон (англ. John Marston) — вторичный главный герой игры. Мать Джона была проституткой, которая умерла во время родов, а его отец был убит в ходе драки в баре, когда Джону было 8 лет. После этого Джон провёл несколько лет в приюте, после чего сбежал. Когда Джона в возрасте 12 лет поймали за кражу и хотели казнить, его спас Датч, который взял его под своё крыло и вырастил. Когда Эбигейл присоединилась к банде, она влюбилась в Джона и родила сына, Джека.
До событий игры Джон участвует в неудачном ограблении парома в Блэкуотере, в ходе которого он получает ранение. Когда банда ищет убежище в горах Гризли, Джон идёт на разведку, но теряется в метели и подвергается нападению со стороны волков, но позже спасается Артуром и Хавьером. Как только Джон выздоровел, он присоединяется к банде на выполнение некоторых заданий, среди которых ограбление поезда на северо-западе Лемойна.
После того, как Брейтуэйты похищают Джека, Джон принимает участие в нападении на их поместье, а после успешно возвращает сына назад от рук Анджело Бронте. Во время неудачного ограбления банка в Сен-Дени Джона арестовывают и сажают в тюрьму. Вскоре Артур и Сэди спасают его, что лишь разозлило Датча. Устав от поведения Датча, Артур предупреждает Джона с его семьёй покинуть банду, когда придёт время. Во время ограбления армейского поезда Джона подстреливают и Датч и Микой решают оставить его умирать, но чуть позже Марстон возвращается в лагерь, когда Артур противостоит Датчу и Мике. Когда Пинкертоны вторгаются в лагерь, Артур и Джон сбегают. Джон возвращается к своей семье по настоянию Артура, в то время как последний остаётся умирать, защищая его.
Восемь лет спустя, в 1907 году, Джон и Эбигейл находят работу на ранчо и ведут мирную жизнь. Там Джон помогает в борьбе с бандой Ларами, угрожающей его работодателю. Эбигейл обвиняет Джона, что он никак не может покончить с прошлой жизнью, после чего забирает сына и уходит от него. Это побуждает Джона взять кредит в банке для того, чтобы приобрести земельный участок на Бичерс-Хоуп и с помощью Дядюшки и Чарльза построить на нём дом, в то время как Сэди предоставляет ему работу, чтобы погасить кредиты. После того, как Эбигейл возвращается, Джон делает предложение. Вскоре Джон вместе с Сэди и Чарльзом выслеживают Мику и его банду в горах и обнаруживают, что Датч снова с ним работает. В мексиканском противостоянии Датч выстреливает в Мику, позволяя Джону добить его. После всего этого Джон и Эбигейл играют свадьбу.
Во время событий Red Dead Redemption, в 1911 году, Джон, работая на государственных агентов, выслеживает Билла, Хавьера и Датча. Через некоторое время после разборки со старыми друзьями агенты по непонятным Марстону причинам внезапно нападают на ранчо. Марстон даёт Эбигейл и Джеку убежать, а сам героически решается задержать агентов, но они берут Марстона численностью, в ходе чего Джон погибает.
Роль Джона исполняет Роб Витхофф. При разработке Джона Марстона, главного героя первой игры, сценаристы чувствовали, что его предыдущее появление может быть ограничено им, так как игроки уже резонировали с персонажем. Витхофф смотрел на свою собственную жизнь, возвращаясь к персонажу. Он также черпал вдохновение из бандитов своего родного города для изображения личности Джона.

### Эбигейл Робертс
Эбигейл Марстон (урожденная Робертс) (англ. Abigail Marston/Roberts) — жена Джона. В детстве Эбигейл была сиротой и позже зарабатывала деньги будучи проституткой. Она вступила в банду в 1894 году при помощи Дядюшки, и в конечном итоге влюбилась в Джона Марстона, вскоре забеременела сыном Джеком. Эбигейл глубоко заботится о Джоне и Джеке, часто совершает преступления вместе с бандой.
В начале игры, когда отсутствует Джон, она просит Артура с Хавьером найти его, а во второй главе Эбигейл просит Артура взять Джека на рыбалку. После того, как Джека похищают, она начинает пребывать в расстроенном состоянии, но после его возвращения восстанавливается. Во время ограбления банка в Сен-Дени Эбигейл помогает Хозии в плане отвлекающего манёвра, в ходе которого ей удаётся спастись при убийстве Хозии. Она также пытается присоединиться к Артуру и Сэди, когда они отправляются спасать Джона из тюрьмы, но они дают ей отказ. В ходе ограбления бандой армейского поезда Эбигейл похищает агент Милтон. Артур и Сэди отправляются спасать её, но Сэди также попадает в плен агента, а Артур удерживается под прицелом Милтона. В ходе драки Артура с Милтоном Эбигейл удаётся освободиться и убить Милтона. После того, как они убегают из Ван-Хорна, Эбигейл даёт Артуру ключ от тайника банды, прежде чем отправиться к Джеку с Тилли.
Восемь лет спустя, в 1907 году, Джон и Эбигейл находят работу на ранчо и ведут мирную жизнь. Там Джон помогает в борьбе с бандой Ларами, угрожающей его работодателю. Эбигейл обвиняет Джона, что он никак не может покончить с прошлой жизнью, после чего забирает сына и уходит от него. После того, как Эбигейл возвращается на купленное Джоном ранчо, Джон делает предложение. После устранения Мики Джон и Эбигейл играют свадьбу.
Во время событий Red Dead Redemption, в 1911 году, Эбигейл и Джек похищены агентами, из-за чего Джон будет искать своих бывших товарищей по банде, чтобы вернуть их обратно. Разобравшись со старыми приятелями, Джон наконец воссоединяется с Эбигейл и Джеком. Однако через какое-то время агенты внезапно нападают на ранчо. Марстон даёт Эбигейл и Джеку убежать, а сам героически решается задержать агентов, в ходе чего Джон погибает. В 1914 году Эбигейл умирает.
Роль Эбигейл исполняет Кали Элизабет Мур, заменив Софи Марзокки, сыгравшую Эбигейл в RDR. Мур была номинирована на премию «Great White Way Award» за «Лучшее актёрское мастерство в игре» на церемонии награждения 2018 New York Game Awards.

### Джек Марстон
Джек Марстон (англ. Jack Marston) — сын Джона и Эбигейл. Джек родился в банде, которая идёт на многое, чтобы защитить его. Хочет проводить больше времени со своим отцом.
Во время событий игры Джек похищен Брейтуэйтами и отдан Анджело Бронте, который хорошо относился к нему и возвращает его в банду, когда сталкивается с Датчем, Артуром и Джоном. В последующие годы после распада банды, Джек и его семья стала кочевать по стране.
В 1907 году они возвращаются в Вест-Элизабет, ненадолго обосновавшись на ранчо Пронгхорнов, после чего съезжает с мамой из-за того, что Джон никак не может покончить с прошлой жизнью. Вскоре они возвращаются к Джону после того, как он купил ранчо, приведя с собой собаку по имени Руфус.
Во время событий Red Dead Redemption, в 1911 году, Эбигейл и Джек похищены агентами, из-за чего Джон будет искать своих бывших товарищей по банде, чтобы вернуть их обратно. Разобравшись со старыми приятелями, Джон наконец воссоединяется с Эбигейл и Джеком. Однако через какое-то время агенты внезапно нападают на ранчо. Марстон даёт Эбигейл и Джеку убежать, а сам героически решается задержать агентов, в ходе чего Джон погибает. В 1914 году после смерти Эбигейл Джек выслеживает и убивает Эдгара Росса.
В юном возрасте роль Джека исполнил Тед Сазерленд, а в детском возрасте Джека озвучила Марисса Буччианти.

### Хозия Мэттьюз
Хозия Мэттьюз (англ. Hosea Matthews) — солидер банды, лучший друг Датча. В молодости Хозия был актёром, но позже стал грабителем. Хозия впервые встретился с Датчем примерно за 20 лет до событий игры, когда они пытались ограбить друг друга по дороге в Чикаго. Они быстро подружились и вместе создали банду. Когда сосредоточение банды изменилось от помощи другим на своё собственное выживание насильственными способами, Хозия начал чувствовать разочарование в группе, но остался верным членом.
В течение игры Хозия часто высказывает своё неодобрение по поводу методов Датча, предпочитая грабить мирно. На вечеринке в доме мэра Сен-Дени Хозия обнаруживает две прибыльные зацепки; одна из них — ограбление банка Сен-Дени. В ходе ограбления Хозия успешно отвлекает законников, но Пинкертоны его ловят, после чего, добравшись до банка, агент Милтон берёт его в заложники, а затем убивает Хозию выстрелом в грудь.
Роль Хозии исполняет Курзон Добелл. Добелл работал над игрой, как правило, около нескольких раз в месяц в течение четырёх лет. Он ознакомился с первой RDR через шесть месяцев после начала производства. Добелл не брал конкретную информацию из других персонажей для изображения Хозии, но использовал свой собственный большой актёрский опыт в качестве основы для изображения аферистической театральности Хозии. Он считал, что Хозия был более «рефлексивным», чем такие персонажи, как Артур. Добелл считал, что смерть Хозии оставила Датча «незащищённым» и привела к смерти банды. Редакторы журнала «Game Informer» считали Хозию «очень интересным, когда проявляется его истинная натура из его милой показухи», например, когда он высмеивает Кэтрин Брейтуэйт или наставляет пистолет на Билла. Они чувствовали, как и Добелл, что смерть Хозии означала смерть банды.

### Билл Уильямсон

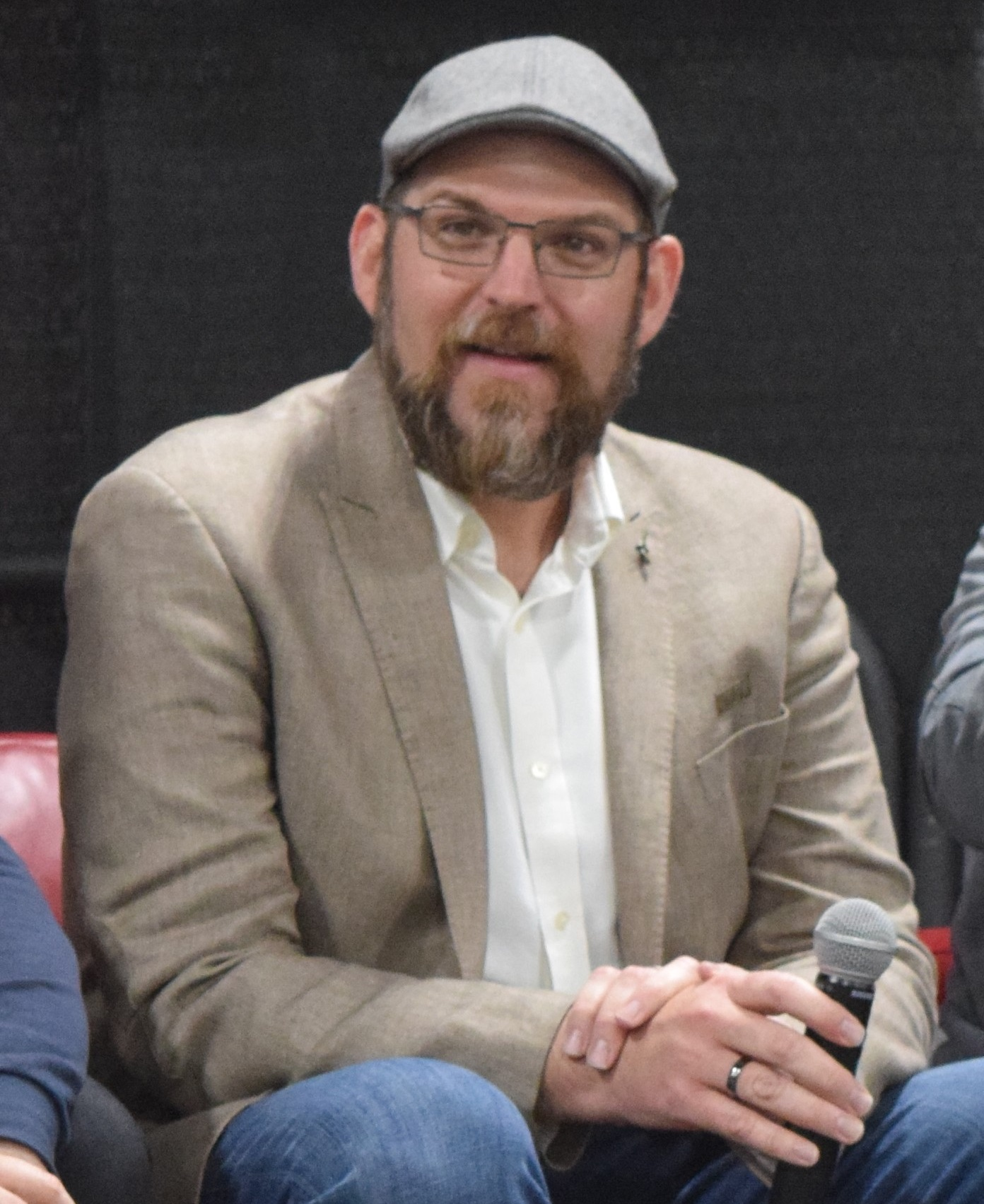
Стив Джей Палмер, играющий Билла в серии Red Dead Redemption

Билл Уильямсон (англ. Bill Williamson) — один из главных членов банды. Именем Билла при рождении было Мэрион, которое он изменил из-за его смущения. Отец Билла был алкоголиком, который медленно терял рассудок из-за чрезмерного употребления алкоголя. В 1892 году Билл был уволен с военной службы за покушение на убийство и развратное поведение. Он присоединился к банде после того, как был спасён Датчем примерно за шесть лет до событий игры, будучи в низкой точке в своей жизни. Билл часто становится объектом насмешек банды из-за его глупости, но остаётся лояльным к группе.
В течение игры Билл часто помогает банде в их делах, среди которых успешное ограбление банка в Валентайне, нападение на особняк Анджело Бронте и неудавшееся ограбление банка Сен-Дени, после чего он с Артуром, Датчем, Хавьером и Микой терпит кораблекрушение и выбрасывается на остров Гуарма.
После их возвращения Билл продолжает помогать банде с грабежами. Когда Артур противостоит Мике и Датчу, Билл встаёт на их сторону, но при нападении Пинкертонов на лагерь сбегает вместе с Хавьером.
Во время событий Red Dead Redemption, в 1911 году Билла выслеживает Джон Марстон, после чего убивается.
Роль Билла исполняет Стив Джей Палмер. Палмер часто ссылался на своё исполнение Билла в RDR во время производства. Палмер считал Билла внутренне неуверенным, у него было много чего сказать, но он не мог выразить себя должным образом; он обнаружил, что самый эмоционально истощающий момент его изображения был во время сцены у костра, где Биллу удаётся выразить свои эмоции, объясняя, как Датч спас его. Палмер чувствовал, что Билл всегда искал одобрения у своих товарищей по банде.

### Хавьер Эскуэла

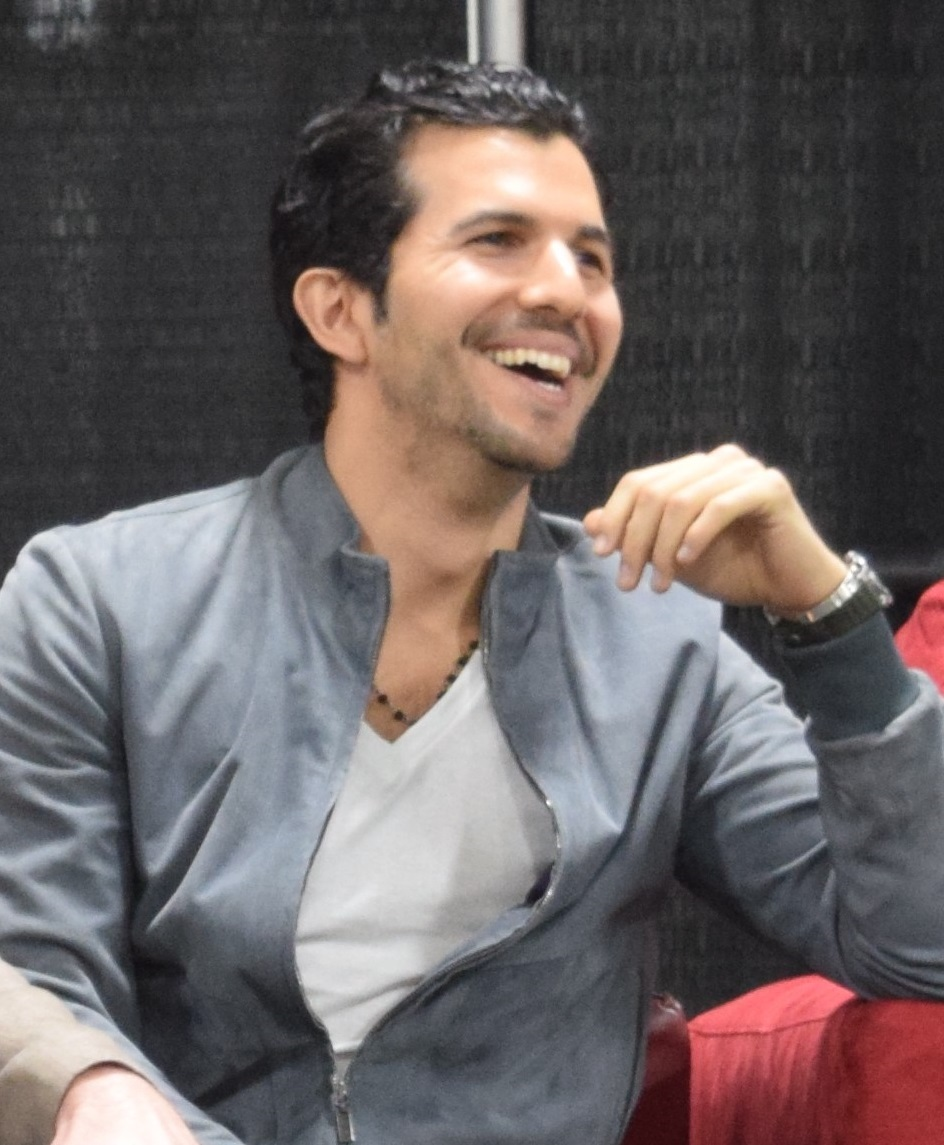
Габриэль Слойер, исполняющий роль Хавьера и заменивший Антонио Харамильо, сыгравшего Эскуэллу в RDR

Хавьер Эскуэла (англ. Javier Escuella) — один из главных членов банды, мексиканец. Хавьер родился в Нуэво-Параисо, но вскоре вынужден был бежать в Америку из-за убийства высокопоставленного армейского чиновника. Он присоединился к банде Датча примерно за четыре года до событий игры, обнаружив сильную связь с его идеологией; с тех пор он очень предан банде.
В течение игры Хавьер принимает участие в таких делах, как поиски Джона, ограбление поезда Левита Корнуолла и спасение Шона. Также Хавьер принимает участие в ограблении банка Сен-Дени, после чего он с Артуром, Датчем, Биллом и Микой терпит кораблекрушение и выбрасывается на остров Гуарма. Там солдаты подстреливают его в ногу и после пленят, но Артур с Датчем успешно спасают своего товарища.
После возвращения в Америку Хавьер продолжает помогать банде с грабежами. Когда Артур противостоит Мике и Датчу, Хавьер встаёт на их сторону, но при нападении Пинкертонов на лагерь сбегает вместе с Биллом.
Во время событий Red Dead Redemption, в 1911 году Хавьера выслеживает Джон Марстон, который либо захватывает его, либо убивает.
Роль Хавьера исполняет Габриэль Слойер, заменив Антонио Харамильо, сыгравшего Хавьера в RDR. Слойер хотел, чтобы игроки боролись против любых предвзятых представлений о Хавьере с первой игры. Габриэль считал Хавьера романтиком, называя его «Брэдом Питтом банды». Слойер также рассматривал своего отца, которого также зовут Хавьер, и его опыт с иммиграцией в США. Слойер попытался подражать бандиту Хоакину Мурьете через характер Хавьера, особенно в его тихих, задумчивых моментах, когда он пытается избежать своего тёмного прошлого.

### Чарльз Смит
Чарльз Смит (англ. Charles Smith) — один из главных членов банды, охотник. Чарльз родился в семье афроамериканца и коренной американки. Будучи ребёнком он и его отец жили с племенем его матери, пока армия США не прогнала их. Спустя несколько лет солдаты похитили его мать, из-за чего его отец впал в депрессию и стал алкоголиком. В 13 лет Чарльз сбежал из дома и стал кочевать по стране один. Он присоединился к банде примерно за полгода до событий игры, поскольку он согласился с их общей идеологией.
В течение игры Чарльз сопровождает банду в таких заданиях, как ограбление поезда Левита Корнуолла, спасение Шона и ограбление поезда, организованное Джоном. Также Чарльз участвует в неудавшемся ограблении банка в Сен-Дени, позже отвлекая охранников Пинкертона, чтобы позволить некоторым членам банды сбежать из страны. Во время их отсутствия Чарльз и Сэди объединяются и возглавляют банду. После их возвращения Чарльз и Артур помогают индейцам Вапити в их борьбе против армии. Вскоре Чарльз решает остаться в резервации, чтобы помочь им, фактически покидая банду.
Восемь лет спустя, в 1907 году, в Сен-Дени Чарльз участвует в подпольных уличных боях за деньги. Он покидает город, чтобы помочь Джону построить дом на его новом ранчо, а позже с ним и Сэди выслеживают и убивают Мику. Позже Чарльз посещает свадьбу Джона и Эбигейл, а затем покидает ранчо, планируя отправиться в Канаду.
Роль Чарльза исполняет Ношир Далал. Далал имел некие схожести с Чарльзом, поскольку актёр наполовину японец и наполовину перс. Актёр черпал опыт из своей личной жизни, когда изображал персонажа. Изначально Чарльза должен был играть другой актёр, но он был заменён Далалом, так как разработчики считали, что он не подходит.

### Ленни Саммерс
Ленни Саммерс (англ. Lenny Summers) — один из главных членов банды, афроамериканец. В детстве получил хорошее образование от отца. В возрасте 15 лет отец Ленни был убит, когда шёл домой, мужчиной, который вероятнее был работорговцем. В отместку Ленни украл пистолет и убил его. Проведя 3 года в бегах, Ленни присоединился к банде Датча, что было примерно за полгода до событий игры.
В течение игры Ленни активно участвует в миссиях банды, например, в ограблении поезда Левита Корнуолла, ограблении банка Валентайна и похищении Анджело Бронте. Имеет тесную связь с Артуром: это проявляется, когда они вдвоём напиваются в салуне Валентайна, а также при их совместном нападении на убежище Налётчиков из Лемойна. Во время катастрофического ограбления банка в Сен-Дени при побеге банды на крыше Ленни убивают два агента Пинкертона выстрелом в грудь.
Роль Ленни исполняет Харрон Аткинс.

### Шон Макгуайр

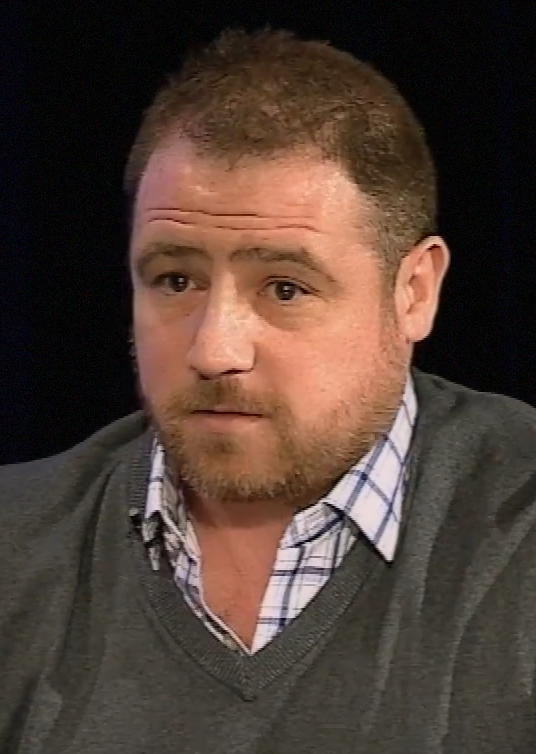
Майкл Мелламфи, исполняющий роль Шона

Шон Макгуайр (англ. Sean MacGuire) — молодой ирландец. Шон — потомок нескольких преступников. Его отец, которого разыскивало правительство, бежал в Америку вместе с Шоном, но был вскоре пойман и убит. После неудачной попытки ограбить и убить Датча, Шон присоединился к его банде.
После неудачного ограбления парома в Блэкуотере, Шон был отделён от банды и схвачен охотниками за головами. Однако вскоре был спасён Артуром, Чарльзом и Хавьером, после чего банда устроила вечеринку, чтобы отпраздновать его возвращение. Позже Шон присоединяется к банде на несколько дел, включая ограбление поезда, организованное Джоном, и поджог табачных полей Греев. После Шон присоединяется к Артуру, Биллу и Мике на работу охранников Греев, но они лишь попадают в их засаду, в ходе чего Шона убивает снайпер выстрелом в голову.
Роль Шона исполняет Майкл Мелламфи. Мелламфи работал над игрой в течение трёх лет, в ходе чего его персонаж значительно развивался. Актёр изначально не знал, что Шон был членом банды Датча: во время первоначального прослушивания Мелламфи подумал, что разработчики хотели, чтобы он изобразил члена Ирландской республиканской армии. Он описал Шона как «младшего брата игрока». Изначально Шона должен был играть другой актёр, но позже он был заменён Мелламфи.

### Мика Белл

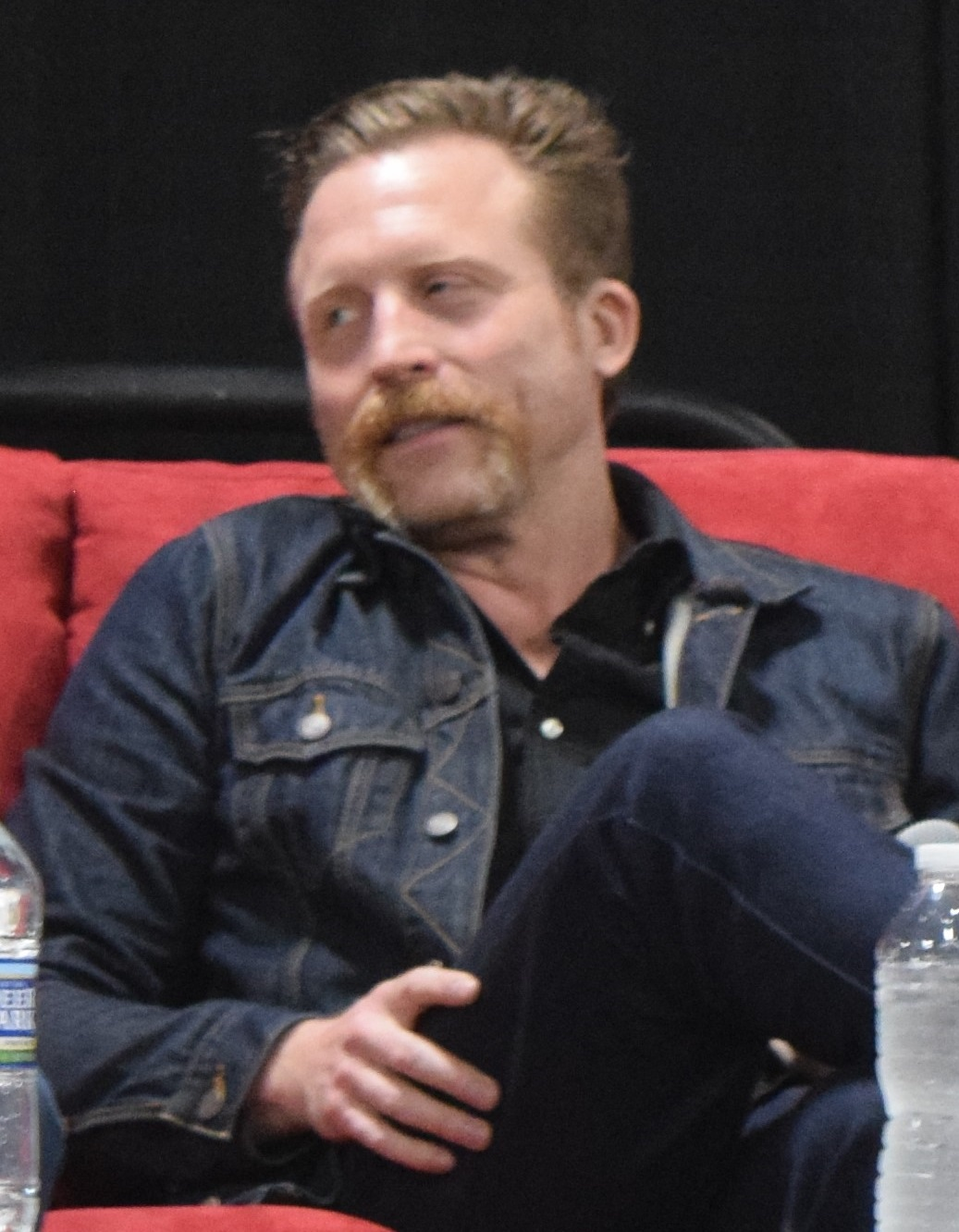
Питер Бломквист, исполняющий роль Мики и ранее работавший над предыдущим проектом от Rockstar «L.A. Noire»

Мика Белл (англ. Micah Bell) — один из новых членов банды. Его дед и отец были преступниками; его отец разыскивался за убийство в пяти штатах. Мика присоединился к банде примерно за полгода до событий игры после того, как он спас жизнь Датча во время неудачной сделки.
Мика убедил Датча ограбить паром в Блэкуотере, но банда лишь терпит неудачу и сбегает в заброшенный шахтёрский городок в горах. Там он участвует с бандой в нападении на лагерь О’Дрисколлов и ограбление поезда Левита Корнуолла. Вскоре Мику арестовывают в Строберри, когда его отправили на разведку местности, заставляя Артура освободить его. После этого он находится вдали от банды в течение короткого периода времени, пока, с помощью Артура, он не крадёт деньги из банковского дилижанса, чувствуя, что он искупил свои ошибки. Мика также присутствует во время встречи по перемирию Датча и Кольма, а также перестрелки в Роудсе, где убивают Шона. Вскоре Мика принимает участие в ограблении банка Сен-Дени, после чего он с Артуром, Датчем, Биллом и Хавьером терпит кораблекрушение и выбрасывается на остров Гуарма.
После их возвращения Мика начинает оказывать более сильное влияние на Датча, убеждая его противостоять Левиту Корнуоллу, а затем взорвать мост Бахус, чтобы отвлечь правительство. Мика организует ограбление поезда, во время которого Джон застрелен и оставлен умирать, а тем временем Эбигейл похищает агент Милтон. Мика убеждает Датча проигнорировать просьбу Артура спасти её. После спасения Эбигейл Артур возвращается в лагерь, чтобы сообщить Датчу, что Мика предал банду, но Датч встаёт на сторону Мики. Когда Пинкертоны вторгаются в лагерь, группа распадается. Мика устраивает засаду Артуру, но Датч вмешивается в их драку. Артур убеждает Датча бросить Мику и уйти, на что он решается. Если игрок имеет низкую честь, Мика убьёт Артура.
Восемь лет спустя, в 1907 году, Мика создал свою собственную банду. Джон, Сэди и Чарльз позже находят его на горе Хаген, попутно убивая всю его банду. В ходе мексиканского противостояния Датч стреляет в грудь Мики, позволяя Джону добить его.
Роль Мики исполняет Питер Бломквист. Бломквист описал Мику как «гнусного авантюриста». Актёр решил развивать персонажа с нуля, вместо того, чтобы брать определённое вдохновение от других. Питер не ожидал ненависти, которую персонаж получит от фанатов игры в социальных сетях.

### Сэди Адлер

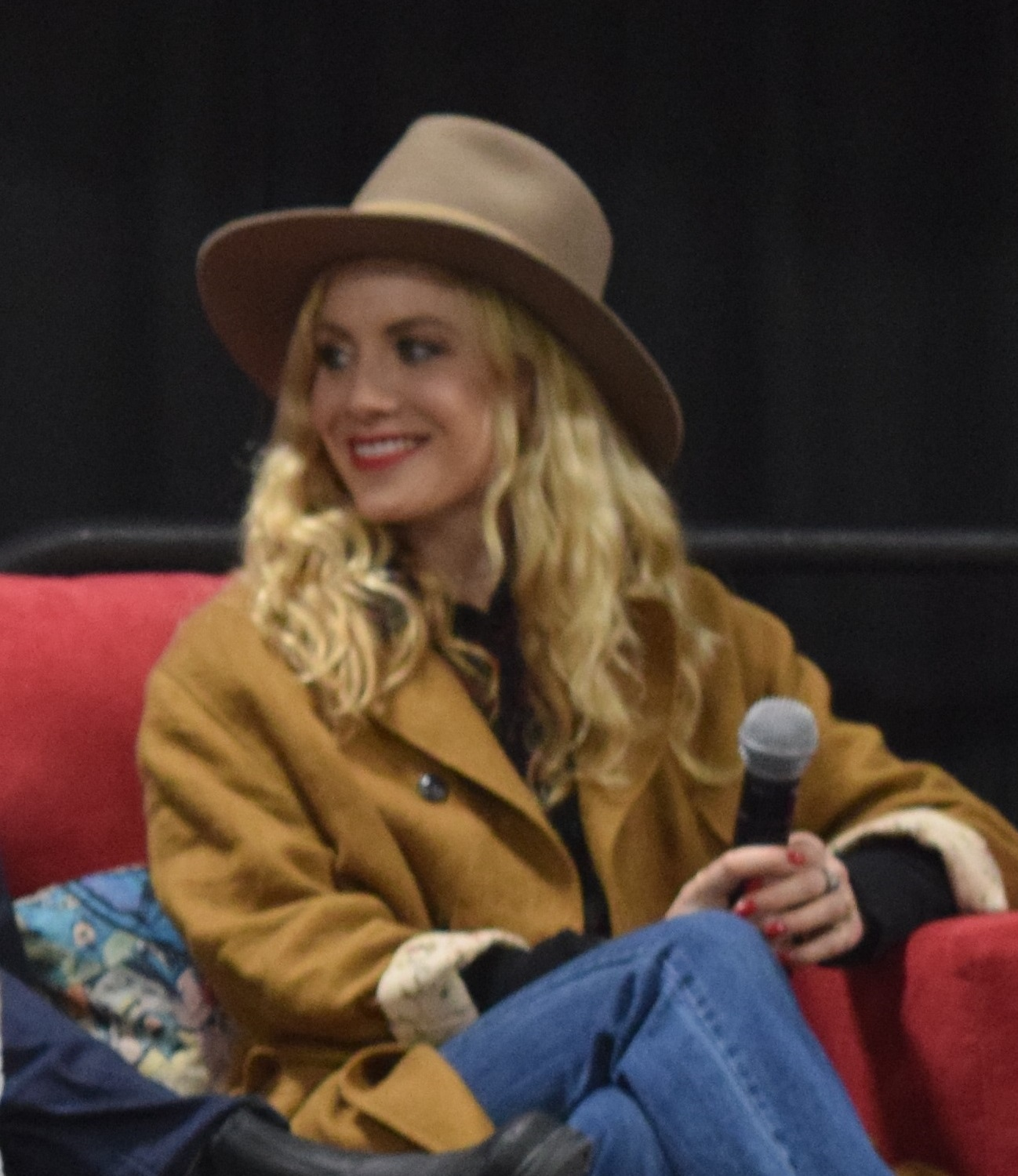
Алекс Макенна, исполняющая роль Сэди

Сэди Адлер (англ. Sadie Adler) — одна из новых членов банды. В 1896 году вышла замуж за Джейка Адлера, поселившись в горах Гризли. Однако в мае 1899 года на их ранчо напали О’Дрисколлы, в ходе чего Джейк был убит, но Сэди выжила, спрятавшись в подвале.
Во время событий игры Артур, Датч и Мика натыкаются на её ранчо, после чего убивают О’Дрисколлов, спасая Сэди и непреднамеренно поджигая её дом. Она решает остаться с бандой, поклявшись отомстить убийцам своего мужа. Некоторое время спустя, когда банда пребывает на полуострове Клеменса, Сэди становится недовольной своей работой по приготовлению пищи; Артур везёт её в город, чтобы выполнить некоторые поручения, но на них нападают Налётчики из Лемойна по дороге назад, побуждая их бороться с ними. Впоследствии она стремится быть вовлечённой в ограбления банды. Когда О’Дрисколлы нападают на лагерь банды, Сэди отказывается от приказов Артура и помогает банде убить и отогнать О’Дрисколлов.
Когда главные члены банды находятся в Гуарме, Сэди и Чарльз объединяются и берут на себя роль лидеров банды. После их возвращения Сэди и Артур решают спасти захваченного Джона, что лишь разозлило Датча. Сэди присутствует на повешении Кольма О’Дрисколла, которое в итоге приводит к перестрелке с О’Дрисколлами. Некоторое время спустя она и Артур могут раз и навсегда расправиться с О’Дрисколлами, напав на их ранчо-убежище, где Сэди наконец мстит человеку, который убил её мужа. Позже она присутствует во время битвы против армии на нефтеперерабатывающем заводе Корнуолла и участвует в последнем ограблении банды. Когда Эбигейл похищает агент Милтон, Сэди присоединяется к Артуру в её спасении. Когда Артур уходит в лагерь противостоять Датчу и Мике, Сэди берёт Эбигейл, а затем они уезжают на встречу с Джеком и Тилли.
Семь лет спустя, в 1907 году, Сэди стала успешным охотником за головами, наняв Джона для некоторых заданий. Позже она с Чарльзом и Джоном выслеживает банду Мики и они нападают на врагов, в ходе чего Сэди получает ранение в живот. Она помогает Джону, отвлекая Мику, но затем тот взял её в заложники при появлении Датча. Разобравшись со старым приятелем, Сэди посещает свадьбу Джона и Эбигейл, а после уезжает в Южную Америку.
Роль Сэди исполняет Алекс Маккенна. Алекс очень мало знала о персонаже и проекте в начале производства. Маккенна почувствовала, что она начала по-настоящему понимать характер Сэди в течение трёх лет в ходе пятилетнего производства. В ходе производства актриса сформировала тесную связь с Роджером Кларком (играющего Артура Моргана), что помогло с отдельными сценами. Маккенна чувствовала, что Сэди продолжала бы двигаться вперёд, не останавливаясь после событий игры.

### Дядюшка
Дядюшка (англ. Uncle) — один из пожилых членов банды, пьяница. Когда Дядюшке было 9 лет, его родители скончались, вынудив его переехать на запад. Был несколько раз женат и много путешествовал. По его словам, в молодости был талантливым стрелком. Для того, чтобы не работать, часто упоминает, что страдает от люмбаго.
Во время событий игры Дядюшка присоединяется к Артуру, Карен, Мэри-Бет и Тилли на поездку в Валентайн, где он показывает Артуру местный магазин, а после отдыхает с ним, делясь бутылкой виски. Дядюшка позже узнаёт о якобы неохраняемом дилижансе Левита Корнуолла, который он грабит вместе с Артуром, Биллом и Чарльзом; однако при ограблении на них нападают десятки людей Корнуолла. Он также рассказывает Артуру о возможности угона скота, а позже обнаруживает Молли О’Ши в баре в Сен-Дени. Когда банда начинает распадаться, разочарованный Дядюшка решает уйти.
Восемь лет спустя, в 1907 году, Дядюшка воссоединяется с Джоном Марстоном в Блэкуотере, поскольку последний покупает землю, а позже выясняет местоположение Чарльза Смита. После постройки дома, Дядюшку похищают Братья Скиннеры, но вскоре он был спасён Джоном и Чарльзом. Он поправляется и возобновляет работу на ранчо.
Во время событий Red Dead Redemption, в 1911 году, Дядюшка плохо присматривает за фермой Джона в его отсутствие. Когда солдаты и агенты позже нападают на ранчо, Дядюшка присоединяется к Джону отбить атаку, но сразу же был застрелен.
Роль Дядюшки исполняет Джеймс Макбрайд. Поначалу Дядюшку играл Джон О’Криг, заменив Спайдера Мэдисона, сыгравшего Дядюшку в RDR. Однако О’Криг умер во время производства в 2016 году, из-за чего он был заменён Макбрайдом, а сделанные им работы по захвату движения и озвучиванию были полностью удалены из игры. Тем не менее, поющие линии О’Крига по-прежнему присутствуют в игре.

### Мистер Пирсон
Саймон Пирсон (англ.  Simon Pearson) — повар банды. Его отец и дед были охотниками на кашалотов. Пирсон хотел пойти по их стопам, но к тому времени, когда он повзрослел, это занятие уже устарело. В течение короткого периода он был в рядах Военно-морского флота США. Когда он переехал на запад, у него возникли финансовые проблемы. Датч спас его от ростовщиков и пригласил в банду, став мясником и поваром банды.
В течение игры протагонист может пожертвовать ему различные припасы и провизию. Также он несколько раз посылает Артура за припасами и отвечает за обустройство лагеря вместе со Сьюзан Гримшо при каждом переезде. Когда банда начинает распадаться, Пирсон становится несчастным и решает уйти.
Восемь лет спустя, в 1907 году, показано, что он начал владеть магазином Роудса и женился.
Роль Пирсона исполняет Джим Сэнтэнджели.

### Сьюзан Гримшо
Сьюзан Гримшо (англ. Susan Grimshaw) — надсмотрщица лагеря. Раньше была в отношениях с Датчем, став одним из первых членов банды. После того, как её любовные отношения с Датчем закончились, они всё равно остались верными партнёрами. Наряду с Пирсоном она ответственна за обустройство лагеря после каждого переезда.
Когда Тилли исчезает из лагеря во время пребывания банды в Шейди-Бель, Гримшо поручает Артуру помочь в расследовании. Они выслеживают убежище Братьев Форманов, убивая некоторых членов банды и спасая Тилли. После захвата Энтони Формана Гримшо даёт Артуру выбор — пощадить или убить его. Некоторое время спустя, когда Молли утверждает, что она говорила с Пинкертонами о неудачном банковском ограблении банды, Гримшо убивает Молли выстрелом в грудь из дробовика за нарушение правил. Когда Артур говорит банде, что Мика был предателем, Гримшо встаёт на сторону Артура, но, когда она отвлекается, Мика резко убивает её выстрелом в бок.
Роль Сьюзан исполняет Кайли Вернофф. Вернофф работала над игрой четыре с половиной года. Поскольку производство продолжалось и актриса узнала больше о персонаже, она хотела изобразить некоторые слабые места Гримшо. Вернофф наслаждалась сопоставлением характера Гримшо, отмечая, что, несмотря на её злобность с девочками в лагере, она «пойдет на всё, чтобы защитить их и уберечь их от вреда». Она чувствовала, что Гримшо не была первоначально симпатична игрокам, что делало её более интересной для игры. Вернофф чувствовала, что лагерь не выжил бы без Сьюзан. В плане судьбы персонажа Вернофф считает, что Гримшо «защищала свою семью, и у неё не было бы другого выхода».

### Молли О’Ши
Молли О’Ши (англ. Molly O'Shea) — молодая ирландка, любовница Датча. Молли родилась в Дублине в богатой семье, но позже решила переехать в Америку в поисках приключений и романтики. В один момент она присоединилась к банде «Ван дер Линде», где влюбилась в Датча. Считает себя лучше других членов банды (часть из которых равнодушна по отношению к ней).
В ходе игры её отношения с Датчем начинают потихоньку ухудшаться из-за того, что ей не нравится, что Датч вместе с бандой так часто ездит по стране. Кроме того, из-за своей занятости Датч постоянно игнорирует её, отмахиваясь от неё всякий раз, когда она хочет поговорить с ним, заставляя её становиться всё более несчастной.
После прибытия банды в Бивер-Холлоу, Дядюшка приходит с пьяной Молли, которая рассказывает банде, что она сообщила Пинкертонам о неудачном ограблении банка в Сен-Дени. Разъярённый Датч немедленно вытаскивает свой револьвер, а Артур пытается его успокоить, утверждая, что она не стоит его времени. После этого Сьюзан Гримшо резко убивает Молли выстрелом в грудь за неподчинение правилам банды. Однако вскоре Артур узнаёт от агента Милтона, что Молли не дала никакой информации Пинкертонам во время допроса.
Роль Молли исполняет Пенни О’Брайен. Прослушивание О’Брайен состоялось в 2015 году в День святого Патрика, тем самым актриса работала над игрой в течение трёх лет. Ей сказали пройти прослушивание с «действительно ирландским» акцентом и личностью. Пенни не играла в первую RDR, но смотрела видео по ней. Актриса описала Молли как «очень отчаянного персонажа в очень экстремальных обстоятельствах». Она также обнаружила, что отношения Молли с Датчем перекликаются в её отношениях с актёром последнего, Бенджамином Байроном Дэвисом, во время съёмок. О’Брайен чувствовала, что Молли не добилась искупления к концу игры; она считала, что Молли покинула Ирландию, чтобы уйти от условий труда, но, присоединившись к банде Датча, отказала себе в возможности добиться искупления.

### Карен Джонс

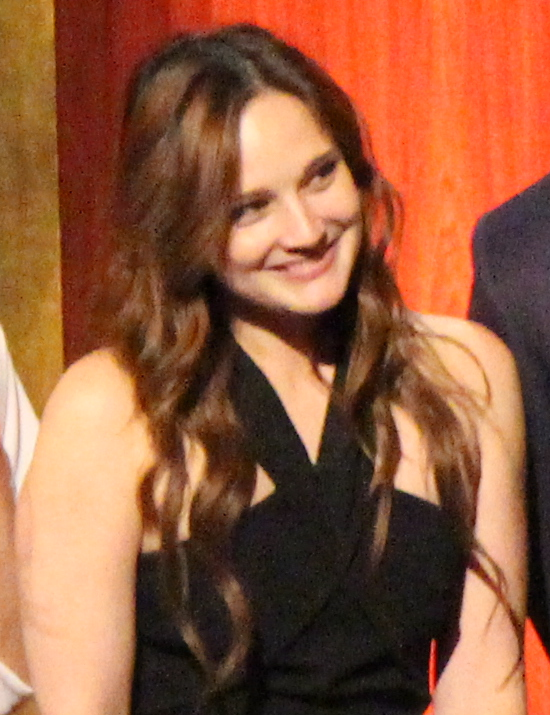
Джо Армениокс, исполняющая роль Карен

Карен Джонс (англ. Karen Jones) — молодая мошенница, не боящаяся высказывать свое мнение. Карен стала членом банды «Ван дер Линде» незадолго до 1895 года, которая попала в банду в результате случайной встречи во время ограбления повозки.
В ходе игры Карен принимает участие в поездке в Валентайн вместе с Артуром, Дядюшкой, Мэри-Бет и Тилли, а также в ограблении банка Валентайна с Артуром, Биллом и Ленни. У неё также есть короткий роман с Шоном; после его смерти Карен становится озлобленным алкоголиком. Вскоре Карен покидает банду во время её распада, и её судьба остаётся неизвестной: Тилли считает, что она спилась до смерти.
Роль Карен исполняет Джо Армениокс. Армениокс очень ценила сцены из игры, где Карен и Артур пьют и делятся историями.

### Мэри-Бет Гаскилл
Мэри-Бет Гаскилл (англ. Mary-Beth Gaskill) — молодая воровка. Когда Мэри-Бет была маленькой, её мать умерла от тифа, после чего Мэри-Бет жила в детском доме, но чуть позже сбежала оттуда. Вскоре она стала известна как высококвалифицированный карманник, несмотря на её доброе сердце. Она любит читать и писать, а в юности мечтала стать писательницей.
Во время событий игры она помогает Артуру в некоторых заданиях, включая наводку об ограблении поезда и отвлечение кучера во время ограбления дилижанса. Она часто говорит с Артуром в лагере о жизни и даёт ему ободряющие слова, когда он говорит ей о своём туберкулезе. Когда банда начинает распадаться, Мэри-Бет решает уйти.
Восемь лет спустя, в 1907 году, она встречает Джона Марстона на вокзале Валентайна, делясь новостью о том, что она стала писательницей. Также она продолжает поддерживать контакт с Тилли Джексон.
Роль Мэри-Бет исполняет Саманта Стрелиц. Стрелиц работала над игрой около четырёх лет. Стрелиц чувствовала, что Мэри-Бет — милая девушка, которая «теряется в мире своих книг». Она назвала персонажа «Даниэлой Стил 1899 года» из-за её одержимости любовными романами. Стрелиц чувствовала, что сцена, где Артур обсуждает свою болезнь с Мэри-Бет, имеет «авторитет» для тех, кто играет в игру.

### Тилли Джексон
Тилли Джексон (англ. Tilly Jackson) — молодая афроамериканка. В 12 лет она была похищена бандой «Братья Форманы», с которой она была в течение нескольких лет. После того, как она убила кузена лидера банды, она сбежала, попав в ещё большие неприятности, пока её не нашёл Датч, который пригласил её в свою банду, попутно научив её читать. Тилли — жизнерадостная и трудоспособная, не боится высказывать своё мнение.
В ходе игры Тилли принимает участие в поездке в Валентайн вместе с Артуром, Дядюшкой, Мэри-Бет и Карен, где к ней начинает приставать Энтони Форман, лидер вышеупомянутой банды, но Артур вмешивается и прогоняет его. Некоторое время спустя Тилли похищают Братья Форманы, но Артур и Гримшо благополучно спасают её. После того, как Пинкертоны вторгаются в их лагерь и похищают Эбигейл, Тилли берёт Джека и прячется, а позже воссоединяется с Эбигейл, Сэди и Джоном.
Восемь лет спустя, в 1907 году, Тилли выходит замуж за адвоката из Гаити, с которым у них появляется дочь. Также она продолжает поддерживать контакт с Мэри-Бет.
Роль Тилли исполняет Мия Дэвис-Гловер. Дэвис оценила, что игра показала темнокожую женщину, умеющую постоять за себя. Дэвис стала эмоциональной во время сцены, в которой Тилли обсуждает убийство кузена Энтони Формана, отмечая, что «в юном возрасте Тилли прошла через многое». Примечательно, что во время сцены беременности Тилли — актриса также была беременна, но она призналась, что разработчики не намеренно сделали данную взаимосвязь.

### Леопольд Штраус
Леопольд Штраус (англ. Leopold Strauss) — бухгалтер и ростовщик банды, австрияк. Родился в бедной семье в Вене во время Австро-Венгерской Империи, страдал от проблем со здоровьем в детстве. В 17 лет Штраус был отправлен на корабле в Америку, после чего несколько лет занимался мошенничеством. Вскоре он присоединился к банде Датча, где взял на себя ответственность за операцию по кредитованию денег банды. Штраус, как правило, лишён эмоций и известен своей хитростью.
В ходе игры во время каждого переезда банды Штраус продолжает управлять своим бизнесом по предоставлению кредитов, каждый раз ставя перед Артуром задачу сбора денег с нескольких должников. Также он участвует в ограблении роскошного парохода в Сен-Дени вместе с Артуром, Хавьером и Трелони. В ходе сбора долгов во время пребывания банды в Бивер-Холлоу Артур прогоняет Штрауса из лагеря за то, что он лишь разрушает жизнь должникам своим бизнесом, в дополнение к тому, что Штраус был непреднамеренно ответственен за то, что Артур заболел из-за его стычки с Томасом Даунсом. Он позже был захвачен Пинкертонами и допрошен, в ходе чего под пытками умер в заключении, не дав никакой информации о банде.
Роль Штрауса исполняет Говард Пинейзик.

### Джосайя Трелони
Джосайя Трелони (англ. Josiah Trelawny) — эпатажный мошенник, фокусник. Родился в Корнуолле, Англии, но позже переехал в США. Трелони присоединился к банде Датча за несколько лет до 1899 года. Он, как правило, покидает банду на какое-то время, иногда даже в течение нескольких месяцев подряд, но всегда возвращается.
В ходе игры Трелони помогает Артуру, Хавьеру и Чарльзу спасти Шона, отвлекая охотников за головами. Некоторое время спустя его арестовывает шериф Грей за незаконную операцию по поиску золота, но освобождается Артуром, Датчем и Хозией, когда они помогли поймать сбежавших бандитов. Позже Трелони организует и участвует в нескольких ограблениях с бандой, включая ограбление дилижанса с Артуром и ограбление роскошного парохода с Артуром, Хавьером и Штраусом. Когда банда начинает распадаться, Трелони по настоянию Артура тихо покидает банду навсегда.
Роль Трелони исполняет Стивен Геведон. Когда Геведон получил роль Трелони, он сначала не знал, что проект был игрой, и думал, что съёмки займут около недели. Разработчики сказали ему, что Трелони сильно отличался от других членов банды, например, носил приличную одежду и вёл себя более профессионально, но всё ещё был «жесток». Геведон описал акцент Трелони как «плохой акцент Кэтрин Хепбёрн», отчасти потому, что ему было слишком неудобно говорить с истинно английским акцентом, а также сохранять своего персонажа таинственным. Разработчики Rockstar Games сказали Геведону, что они получили достаточно удовольствия от его выступления, чтобы расширить роль Трелони в игре. Тайное раскрытие жены и детей героя было добавлено в последние годы его развития.

### Пастор Суонсон
Пастор Орвилл Суонсон (англ. Reverend Orville Swanson) — священник. В какой-то момент он начал употреблять морфий, из-за чего он начал медленно терять работу и семью, а также свою веру. Также задолго до 1899 года Суонсон спас жизнь Датчу, который в ответ решил пригласить его в свою банду.
Во время пребывания банды на нагорье Подкова Артур находит пьяного Суонсона на станции Флэтнек и спасает его от избиения и встречного поезда. К тому времени, когда часть банды возвращается из Гуармы, Суонсон взялся за ум и протрезвел. Когда банда начинает распадаться, Орвилл решает уйти из банды; Суонсон может встретиться с Артуром на станции Эмеральд, даруя на прощание мудрые слова о пути последнего к искуплению (разговор может отличаться в зависимости от чести игрока).
В течение следующих восьми лет, к 1907 году, Суонсон переехал в Нью-Йорк и стал министром Первой конгрегационалистской церкви Нью-Йорка.
Роль Суонсона исполняет Шон Хаберл.

### Киран Даффи
Киран Даффи (англ. Kieran Duffy) — бывший скромный член банды О’Дрисколлов. Его родители умерли от холеры, что сделало юного Кирана сиротой. В какой-то момент он связался с несколькими безымянными преступниками, а после с О’Дрисколлами.
Во время нападения банды Датча на убежище О’Дрисколлов Артур похищает Кирана, считая, что он может быть полезным в плане раскрытия информации об их конкурентах. Чуть позже он всё-таки раскрывает банде одно из убежищ О’Дрисколлов. После при спасении жизни Артура он становится полноправным членом банды Датча, но некоторые из её членов всё равно продолжают по-настоящему не поддерживать его. После некоторого времени пребывания с бандой Датча О’Дрисколлы похищают Кирана и пытают за предательство. Когда они узнают местоположение банды, Кирану отрубают голову и выкалывают глаза, а его труп отправляют в лагерь банды верхом на лошади.
Роль Кирана исполняет Пико Александр.

## Антагонисты

### Эндрю Милтон
Эндрю Милтон (англ. Andrew Milton) — второстепенный антагонист игры, высокопоставленный агент детективного агентства Пинкертона.
Вместе со своим подчинённым, Эдгаром Россом, он нанят Левитом Корнуоллом, чтобы выследить банду Датча после того, как они ограбили его поезд. Он впервые встречает Артура, когда тот ловит рыбу с Джеком, предлагая банде сделку. Позже он и Росс находят лагерь банды в полуострове Клеменса и идут на разговор с бандитами. Милтон предлагает Датчу шанс сдаться в обмен на свободу других членов банды, но банда угрожает им уйти. Во время ограбления банка в Сен-Дени Милтон захватывает Хозию и убивает его, когда Датч отказывается сдаться. Когда банда грабит армейский поезд, Милтон похищает Эбигейл. Артур и Сэди пытаются спасти её, но агент захватывают и Сэди, после чего Артур идёт лично противостоять Милтону. Артур в ходе разговора резко нападает на Милтона, в ходе чего освободившаяся Эбигейл помогает Моргану и убивает агента выстрелом в голову.
Роль Милтона исполняет Джон Хикок.

### Эдгар Росс
Эдгар Росс (англ. Edgar Ross) — член детективного агентства Пинкертона, ассистент Милтона.
Вместе с Милтоном он был нанят Левитом Корнуоллом, чтобы выследить банду Датча после того, как они ограбили его поезд. После смерти Милтона Росс ведёт группу Пинкертонов в лагерь банды, заставляя оставшихся членов банды бежать.
Восемь лет спустя, в 1907 году, Росс был назначен директором Бюро Расследований. Вместе со своим партнёром, Арчером Фордхэмом, он обнаруживает труп Мики Белла и отправляется на поиски убийцы, попутно опрашивая людей. В конечном итоге они выслеживают Джона Марстона на его ранчо, после чего уходят строить планы.
Во время событий Red Dead Redemption, в 1911 году, Росс похищает семью Джона и заставляет его выследить бывших членов своей банды, после чего убивает его с другими агентами на ранчо. В 1914 году, Росса убивает в дуэли сын Джона, Джек.
Роль Росса исполняет Джим Бентли.

### Кольм О’Дрисколл
Кольм О’Дрисколл (англ. Colm O'Driscoll) — лидер банды «Парни О’Дрисколла». Давным-давно он был в неком партнёрстве с Датчем. После того, как Датч убил брата Кольма, Кольм отомстил, убив любовницу Датча, Аннабель, что привело к кровной вражде между двумя бандами.
В начале игры Кольм планирует со своей бандой ограбить поезд, принадлежащий Левиту Корнуоллу, но банда Датча нападает на их лагерь и крадёт планы, взяв ограбление на себя. Некоторое время спустя Кольм назначает встречу с Датчем, чтобы заключить перемирие, но это оказывается ловушкой, в ходе которой он похищает Артура. Он поясняет, что заключил сделку с Пинкертонами, которые планируют арестовать остальную часть банды «Ван дер Линде», когда они придут спасать Артура, но Моргану удаётся сбежать. В конечном счёте власти ловят Кольма и приговаривают его к повешению в Сен-Дени. В ходе казни, рассчитывая на спасение от рук своих людей, Кольм ведёт себя дерзко, но Артур, Датч и Сэди устраняют его подчинённых, тем самым срывая попытку побега. Поняв, что спасения не будет, О’Дрисколл начинает паниковать, прежде чем его наконец вешают.
Роль Кольма исполняет Эндрю Берг.

### Левит Корнуолл
Левит Корнуолл (англ. Leviticus Cornwall) — нефтяной и железнодорожный магнат.
Во время пребывания банды в горах, они грабят поезд, принадлежащий Корнуоллу. В ответ на это Корнуолл финансирует и нанимает агентов Пинкертона, чтобы разобраться с бандитами. Немного позже Корнуолл выслеживает Датча в Валентайне, удерживая Джона и Штрауса в качестве заложников и требуя, чтобы Датч вышел из салуна на разговор с ним. После этого он уезжает восвояси, а Артур и Датч идут противостоять его приспешникам. Когда некоторые члены банды находятся на Гуарме, они выясняют, что Корнуолл имел тесные деловые связи с Альберто Фуссаром, спорным правителем Гуармы, из-за сахарных плантаций острова. Корнуолл также несёт ответственность за изгнание индейцев Вапити из их резервации, предполагая, что на их землях находятся большие залежи нефти. Позже в Аннесберге Корнуолл встречается с агентами Милтоном и Россом, ругая их за отсутствие прогресса в поимке банды Датча. Как только Пинкертоны отбывают, Датч и Артур выходят к Корнуоллу. В ходе переговоров в обмен на жизнь Корнуолла Датч требует корабль, 10 тысяч долларов и право безопасного перехода. В ответ Корнуолл смеётся и отказывается, на что Датч убивает Левита выстрелом в грудь.
Роль Корнуолла исполняет Джон Рю.

### Анджело Бронте
Анджело Бронте (англ. Angelo Bronte) — богатый итальянский бизнесмен и глава преступного мира Сен-Дени.
В ходе игры Брейтуэйты в качестве мести банде Датча похищает Джека Марстона и передаёт его Бронте. Позже Артур, Датч и Джон находят особняк Бронте и идут с ним на переговоры. Анджело соглашается вернуть сына Джона за одну услугу (разборка с грабителями могил), что Артур с Джоном делают и благополучно забирают Джека. Позже он приглашает Датча, Артура, Хозию и Билла на вечеринку в доме мэра и сообщает Датчу о большой сумме наличности на трамвайной станции города, что подталкивает его ограбить её. Однако ограбление оказывается ловушкой: деньги минимальны, а полиция окружает бандитов. Оторвавшись от законников, Датч намеривается отомстить Бронте. Вместе с Артуром, Джоном, Биллом и Ленни он нападает на особняк Бронте, похищает его и топит, после чего скармливает аллигатору.
Роль Бронте исполняет Джим Пирри. По словам Бенджамина Байрона Дэвиса (актёра, играющего Датча), разработчикам потребовалось время, чтобы найти актёра на роль Бронте, прежде чем в конечном итоге выбрать Пирри. Также Дэвис чувствовал, что Бронте был человеком, которым Датч хотел бы быть.

### Альберто Фуссар
Альберто Фуссар (англ.  Alberto Fussar) — спорный правитель острова Гуарма, на котором установил военное правление. Также Фуссар является близким союзником Левита Корнуолла из-за их делового партнёрства в торговле сахаром.
Когда некоторые из банды Датча терпят кораблекрушение на Гуарме, Фуссар раскрывает их и пытается не дать им сбежать с острова, вызвав кубинский флот, с которым банда успешно справляется. Когда они идут спасать капитана своего корабля, Артур и Датч находятся в противостоянии с Фуссаром и его правой рукой, Леви Саймоном. В ходе этого капитан стреляет в Леви, а Фуссар убегает в суматохе. На пути к кораблю Фуссар нападает на банду, стреляя с башни из орудия Гатлинга, но Артур убивает Альберто, выстрелив в его башню из ближайшей пушки.
Роль Фуссара исполняет Альфредо Нарцисо.

### Полковник Фейворс
Полковник Генри Фейворс (англ. Colonel Henry Favours) — полковник армии США. После Гражданской войны Фейворс был размещён в Форте-Уоллесе в Камберлендском лесу Нью-Ганновера для наблюдения за индейской резервацией Вапити. В один момент Фейворс заключил партнёрство с Левитом Корнуоллом, который предложил ему изгнать индейцев из их резервации, земля которой якобы богата нефтью. Согласившись на это, Генри начал принимать для этого тайные меры, такие как конфискация лошадей племени и перенаправление вакцин из резервации.
В ходе игры Фейворс соглашается встретиться с Падающим Дождём, чтобы обсудить условия мира, но не желает идти на компромисс. После ухода вождя полковник решает арестовать капитана Монро, обвиняя его в измене за помощь индейцам, но Артур и Чарльз успешно спасают его. Некоторое время спустя Фейворс участвует в битве с индейцами на нефтяных полях, в ходе чего он смертельно ранит Парящего Орла, но Артуру удаётся его подстрелить.
Роль Фейворса исполняет Малачи Клири.

## Второстепенные персонажи

### Мэри Линтон
Мэри Линтон (англ. Mary Linton) — бывшая любовница Артура. Мэри была когда-то в романтических отношениях с Артуром, но они развалились из-за его преступного образа жизни. Она вышла замуж за человека по имени Барри Линтон, который умер некоторое время спустя от пневмонии.
Во время событий игры Мэри связывается с Артуром и умоляет его заставить её брата Джейми покинуть Чешуистов, фанатичный культ. Если игрок соглашается, Артур находит Джейми и убеждает его покинуть группу, после чего возвращает его Мэри, которая благодарит его. Некоторое время спустя Мэри просит Артура помочь ей с отцом, к большому неодобрению Артура из-за плохого обращения с ним её отца. Если игрок соглашается, Артур и Мэри выясняют, что её отец продаёт брошь, подаренную ей матерью. Артур возвращает брошь, а Мэри остаётся противостоять своему отцу. После Мэри приглашает Артура пойти в театр; после спектакля Мэри размышляет о своих отношениях с Артуром, и он обещает, что они могут сбежать вместе, как только он позаботится о банде. Через некоторое время Мэри посылает прощальное письмо Артуру, объявляя, что они должны отпустить друг друга. Обручальное кольцо, приложенное к письму, в итоге передаётся Джону, который использует его, чтобы сделать предложение Эбигейл. В финальных титрах посещает могилу Артура.
Роль Мэри исполняет Джули Джеснек.

### Парящий Орёл
Парящий Орёл (англ. Eagle Flies) — сын вождя индейского племени Вапити.
Парящий Орёл впервые встречается с Артуром в Сен-Дени, когда его отец нанимает его, чтобы украсть инкриминирующие документы из компании Левита Корнуолла, которая пытается выселить индейцев из их резервации. Парящий Орёл встречает Артура возле завода и помогает ему украсть документы и сбежать. Позже он отправляется в лагерь банды Датча и просит Артура и Чарльза помочь вернуть украденных армией лошадей племени; Датч также соглашается помочь, надеясь, что это отвлечёт правительство от деятельности банды. Датч позже убеждает Парящего Орла напасть на армейский патруль, чтобы перевести внимание армии на индейцев. Когда подкрепление атакует Датча, Артура и индейцев, они вынуждены дать отпор. Пытаясь спасти своего друга Пэйту, Парящий Орёл попадает в плен в Форт-Уоллес, но Артур и Чарльз успешно спасают его. Позже Парящий Орёл прибывает в лагерь банды с частью племени, прося банду присоединиться к ним в их нападении на армию. Вслед за ними прибывает и Падающий Дождь, который умоляет их не драться, но они игнорируют его и отправляются на битву. Однако во время спасения Артура от солдат Парящего Орла смертельно ранит полковник Фейворс выстрелом в живот. Артур, Чарльз и Пэйта привозят его к отцу в резервацию, где он умирает.
Роль Парящего Орла исполняет Джеремайя Бицуи. Бицуи работал над игрой около трёх лет.

### Падающий Дождь
Падающий Дождь (англ. Rains Fall) — вождь индейского племени Вапити, отец Парящего Орла.
Падающий Дождь встречается с Артуром в Сен-Дени, нанимая его, чтобы украсть инкриминирующие документы из компании Левита Корнуолла, которая пытается выселить индейцев из их резервации. По желанию игрока Артур может посетить Падающего Дождя в его резервации, ездя с ним по горам, обнаруживая, что армия уничтожила духовное место племени, в ходе чего Артур помогает вождю вернуть украденные священные предметы. Некоторое время спустя Артур и Чарльз посещают встречу перемирия между армией и индейцами, которое в итоге проваливается. Позже он едет в лагерь банды и умоляет своего сына и его людей не сражаться против армии, но они игнорируют его просьбы и отправляются на битву, в ходе которой Парящего Орла смертельно ранят. Артур, Чарльз и Пэйта приносят его тело к Падающему Дождю, на что он начинает плакать.
Восемь лет спустя, в 1907 году, Падающий Дождь встречается с Джоном Марстоном на вокзале Аннесберга, сказав, что его племя вынуждено было бежать в Канаду.
Роль Падающего Дождя исполняет Грэм Грин. Хаузер чувствовал, что роль Грина выражала все важные моменты игры, включая историю и политику, добавив, что Грин внёс «большую глубину» в историю игры. Также он описал персонажа как «нежную душу в жестоком мире».

### Эркюль Фонтен
Эркюль Фонтен (англ. Hercule Fontaine) — лидер повстанческого движения на Гуарме, гаитянин. Перед событиями игры он был сослан в Гуарму на рабский труд на сахарных плантациях, где начал восстание против полковника Альберто Фуссара.
Эркюль впервые сталкивается с членами банды «Ван дер Линде», когда он спасает их от солдат, удерживающих их в плену. Некоторое время спустя банда помогает ему успешно бороться против кубинских военных и убить Фуссара, на что Эркюль находит для них корабль, с помощью которого они смогут вернуться обратно в Америку. Он празднует победу и прощается с бандой, упоминая, что он и остальные мятежники также скоро покинут Гуарму.
Роль Эркюля исполняет Гайвио Джозеф.

### Капитан Монро
Капитан Линдон Монро (англ. Captain Lyndon Monroe) — военный офицер, окончивший Вест-Пойнт. Монро был послан из Вашингтона, чтобы заключить мир между армией и индейцами Вапити.
Он впервые встречает Артура в индейской резервации во время его разговора с Падающим Дождём. После он просит Артура присоединиться к нему на одно дело — армия намеренно перенаправляет вакцины, требуемые индейцами, и просит его вернуть их, что он и делает. Позже Монро присутствует на перемирии между полковником Фейворсом и Падающим Дождём, в ходе которого полковник собирается арестовать Монро и повесить за государственную измену. Однако Монро удаётся сбежать с помощью Артура и Чарльза на станцию Эмеральд, где они сажают капитана на поезд, дав немного денег.
Роль Монро исполняет Джейк Сильберманн.

### Эдит Даунс
Эдит Даунс (англ. Edith Downes) — жена фермера и должника Леопольда Штрауса, Томаса Даунса.
В ходе игры её муж из-за финансовых проблем взял кредит у Леопольда Штрауса, который вскоре посылает Артура забрать долг. При встрече с ним Артур начинает его непрерывно бить, но в драку вмешивается Эдит и просит Моргана уйти, говоря, что Томас болен. Позже он умирает от болезни и травм, а Артур вновь едет к Эдит и её сыну Арчи на их ранчо забрать остаток долга от неё. После этого они уезжают из их дома и становятся финансово нестабильными. Артур вновь встречается с Эдит в Сен-Дени и Аннесберге, которая начала работать проституткой, и пытается извиниться за совершённые им действия. После того, как Артур спасает её сына от издевательств со стороны шахтёров, он идёт к Эдит и убеждает её вернуться к сыну и отказаться от работы проститутки. Артур предлагает ей и Арчи деньги и говорит им начать новую жизнь. После нескольких убеждений она принимает деньги, прощая Артура перед отъездом.
Восемь лет спустя, в 1907 году, во время сцены из титров Эдит и Арчи садятся на пароход и выглядят богатыми. Кроме того, судя по одному из выпусков газеты в эпилоге, семья Даунсов стала владеть несколькими успешными предприятиями на западе, а также открыла новое поле для гольфа.
Роль Эдит исполняет Джейми Лейк.

### Бо Грей
Бо Грей (англ. Beau Gray) — сын Тавиша Грея, главы семьи Греев, любовник Пенелопы Брейтуэйт из конкурирующей семьи Брейтуэйтов.
В ходе игры Артур передаёт письма между Бо и Пенелопой, после чего Бо выражает Моргану своё беспокойство по поводу безопасности Пенелопы в движении избирательного права женщин. Артур соглашается сопроводить её в Роудсе для безопасности. Однако там Бо сталкивается со своими кузенами, после чего двоица в спешке уходит в уединённое место. Позже Артур сопровождает Пенелопу к Бо на железнодорожном вокзале Роудса. После того, как Артур защитил пару от вмешательства их семей, Пенелопа и Бо отправляются на дилижансе в Бостон.
Роль Бо исполняет Бьорн Торстад.

### Пенелопа Брейтуэйт
Пенелопа Брейтуэйт (англ. Penelope Braithwaite) — племянница Кэтрин Брейтуэйт, главы семьи Брейтуэйтов, любовница Бо Грея из конкурирующей семьи Греев.
В ходе игры Артур передаёт письма между Бо и Пенелопой, а после сопровождает Пенелопу во время движения избирательного права женщин, катаясь на повозке по городу. Однако из-за её участия в движении Пенелопу заключают под домашний арест. Позже Артур сопровождает её на вокзал Роудса, где она встречает Бо. После того, как Артур защитил пару от вмешательства их семей, Пенелопа и Бо отправляются на дилижансе в Бостон.
Роль Пенелопы исполняет Элисон Бартон.